# Augustín Machata
Augustín Machata (* 12. září 1937) byl slovenský a československý pedagog, politik Komunistické strany Slovenska, v 60. letech poslanec Slovenské národní rady a člen Sboru pověřenců, v 70. a 80. letech za normalizace poslanec Sněmovny národů Federálního shromáždění, ministr vlády SSR a dlouholetý místopředseda vlád ČSSR.

## Biografie
Ve volbách roku 1964 byl zvolen do Slovenské národní rady. Po provedení federalizace Československa usedl v lednu 1969 do Sněmovny národů Federálního shromáždění. Do federálního parlamentu ho nominovala Slovenská národní rada. Ve FS setrval do listopadu 1970, kdy rezignací na poslanecký post v SNR ztratil i křeslo ve Federálním shromáždění.